# Spatz
Spatz (ˈʃpat͡s — рус. воробей), Victoria 250 — микролитражный автомобиль с кузовом из стеклопластика, выпускавшийся с июля 1956 по конец того же года предприятием Bayerische Autowerke GmbH в Траунройте, ФРГ, а также заводом Victoria Werke в Нюрнберге (с конца 1956 по май 1958 года).
Прототип этого автомобиля — Dreirad-Dreisitzer или Brütsch Typ 200 Spatz — был разработан и изготовлен независимым инженером Эгоном Брютшем (Egon Brütsch), владельцем фирмы Egon Brütsch Fahrzeugbau из Штутгарта, за свою жизнь создавшим множество конструкций микроавтомобилей и мотоколясок-«кабиненроллеров». Он был трёхколёсным, с двумя колёсами на передней оси, имевшими мягкую подвеску, и одним задним, через подрамник жёстко закреплённым на стеклопластиковом кузове-монококе вместе с силовым агрегатом.
Брютш начал искать крупное предприятие, готовое наладить выпуск его конструкции, и в конечном итоге сумел продать лицензию Харальду Фридриху (Harald Friedrich), промышленнику из Верхней Баварии и совладельцу машиностроительной фирмы Alzmetall P. Meier & Friedrich GmbH, а также — швейцарской фирме A. Grünhut & Co.
Однако дорожные испытания показали, что выбранная Брютшем конструкция ненадёжна — пластмассовый кузов не выдерживал нагрузок, возникающих при проезде неровностей дорожного покрытия, и в нём появлялись трещины в районе крепления заднего подрамника. 
Фридрих подключил к работе над автомобилем 77-летнего Ганса Ледвинку, бывшего конструктора чехословацкой «Татры» и автора таких её моделей, как Tatra T77 и Tatra T87, который после тюремного заключения за сотрудничество с немецкой оккупационной администрацией эмигрировал в Западную Германию. Ледвинка полностью пересмотрел конструкцию автомобиля, применив обычное четырёхколёсное шасси и лёгкую, компактную, но прочную хребтовую раму, на которой закрепил силовой агрегат и подвеску задних колёс с качающимися полуосями. Передняя подвеска была применена «свечного» типа, с витыми пружинами. Появились гидравлические тормоза вместо механических.
Для выпуска доработанного автомобиля Фридрихом в июле 1956 года совместно с баварским мотоциклетным заводом Victoria-Werke была создана фирма Bayerische Autowerke GmbH — BAG. Продажи и обслуживание осуществлялись через дилерскую сеть Victoria Werke.
Так как Фридрих отказался платить Брютшу лицензионные отчисления, последним было инициировано судебное разбирательство — в адрес Bayerische Autowerke поступило обвинение в незаконном использования чужой интеллектуальной собственности. Однако этот процесс Брютш проиграл, поскольку суд посчитал, что автомобиль Фридриха представлял собой в достаточной степени самостоятельную конструкцию, в то время, как изначальный проект был непригоден для массового производства и даже опасен в эксплуатации. Тем не менее, в конце 1956 года Фридрих передал все права на конструкцию Victoria Werke и отстранился от производства автомобиля, который был силами инженеров этой фирмы модернизирован и переименован в Victoria 250.
Автомобиль имел складной мягкий верх и сиденье диванного типа, рассчитанное на двух человек с возможностью при необходимости разместить третьего. Хотя форма кузова Spatz была достаточно динамичной и намекала на потенциально высокие скоростные возможности, на практике автомобиль был сравнительно медлителен, учитывая мощность его двигателя, позаимствованного у кабиненроллера Messerschmitt KR200. Двигатель располагался сзади, перед осью задних колёс. Доступ к нему мог осуществляться как через отдельный капот, так и при откидывании спинки дивана. Изначально передачи заднего хода в трансмиссии не было, вместо чего водитель Spatz должен был или запустить его мотор в обратном обычному направлении вращения, или развернуть лёгкую машину вручную, приподняв её за бампер. После модернизации силами инженеров Viktoria Werke рабочий объём двигателя был наращён со 191 до 250 куб. см, благодаря чему мощность возросла с 10,2 до 14 л.с, вместо четырёхступенчатой коробки передач появилась пятиступенчатая с электрическим приводом от джойстика на панели приборов и передачей заднего хода — правда, включаемой отдельной кнопкой на панели приборов, а не рычагом переключения передач. В ходе выпуска также появились дополнительные трубчатые бампера, дополнявшие полосу резины, обёрнутую вокруг всего кузова и прикрывавшую технологический шов между его верхней и нижней частями, а также повторители указателей поворота.
Всего с 1956 по май 1958 год было выпущено 1588 экземпляров, из них 859 — под обозначением Spatz и 729 — Victoria 250. В настоящее время известно 24 сохранившихся экземпляра, которые являются ценным объектом коллекционирования.
В Швейцарии было также собрано несколько экземпляров оригинального трёхколёсного варианта под обозначением Belcar, однако A. Grünhut & Co, обнаружив те же самые конструктивные дефекты, не имела средств на доводку конструкции и не стала налаживать крупносерийного производства.
Впоследствии на базе трёхколёсного Spatz Брютшем был создан облегчённый вариант, получивший название Brütsch Zwerg («Гном») — лицензия на его выпуск была продана французской фирме Air Tourist Sàrl (известный дилер Cessna), которая наладила его выпуск под обозначением Avolette. Он, как и последующие автомобили Брютша Bussard, Pfeil и V2, уже имел раму, также хребтового типа.

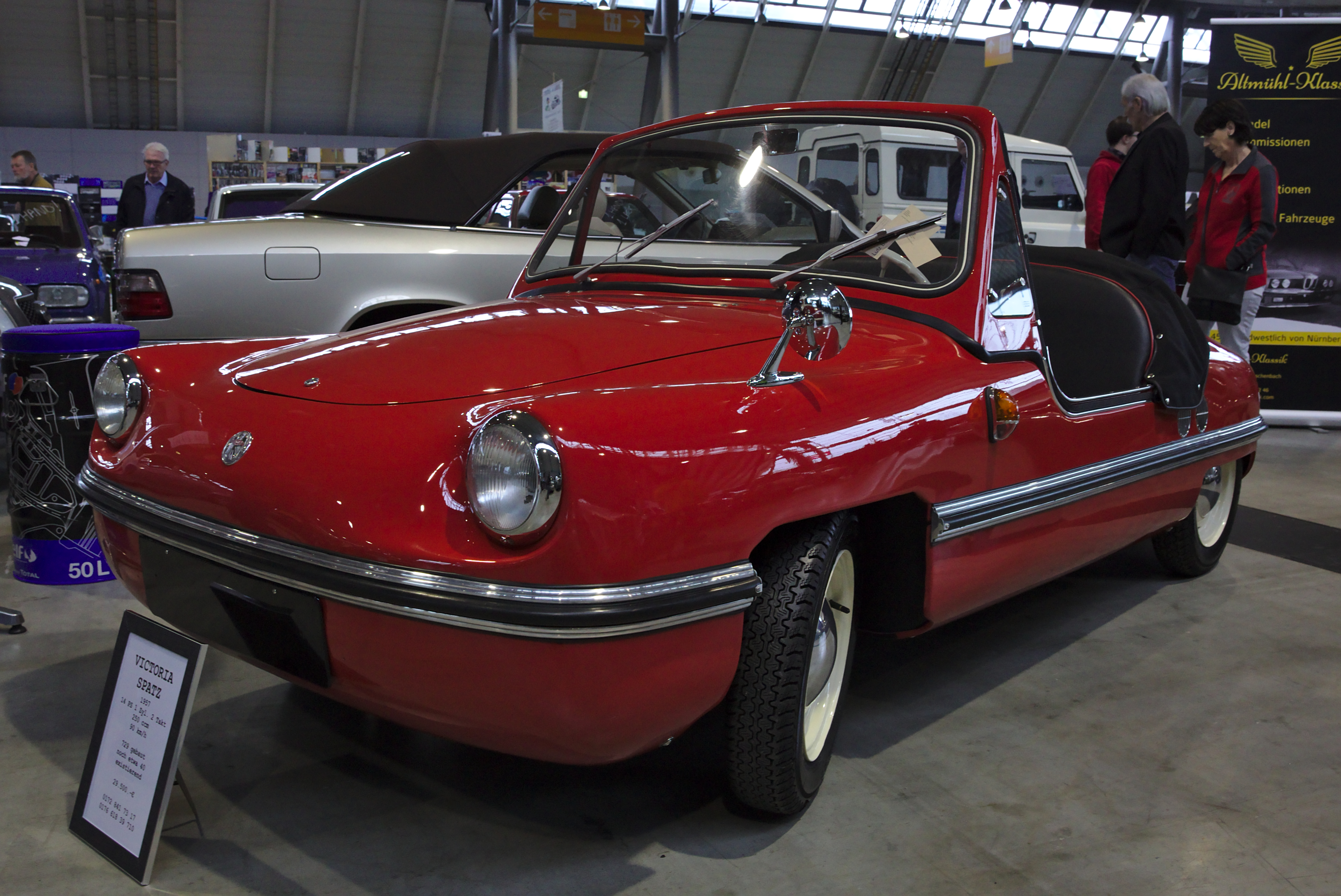
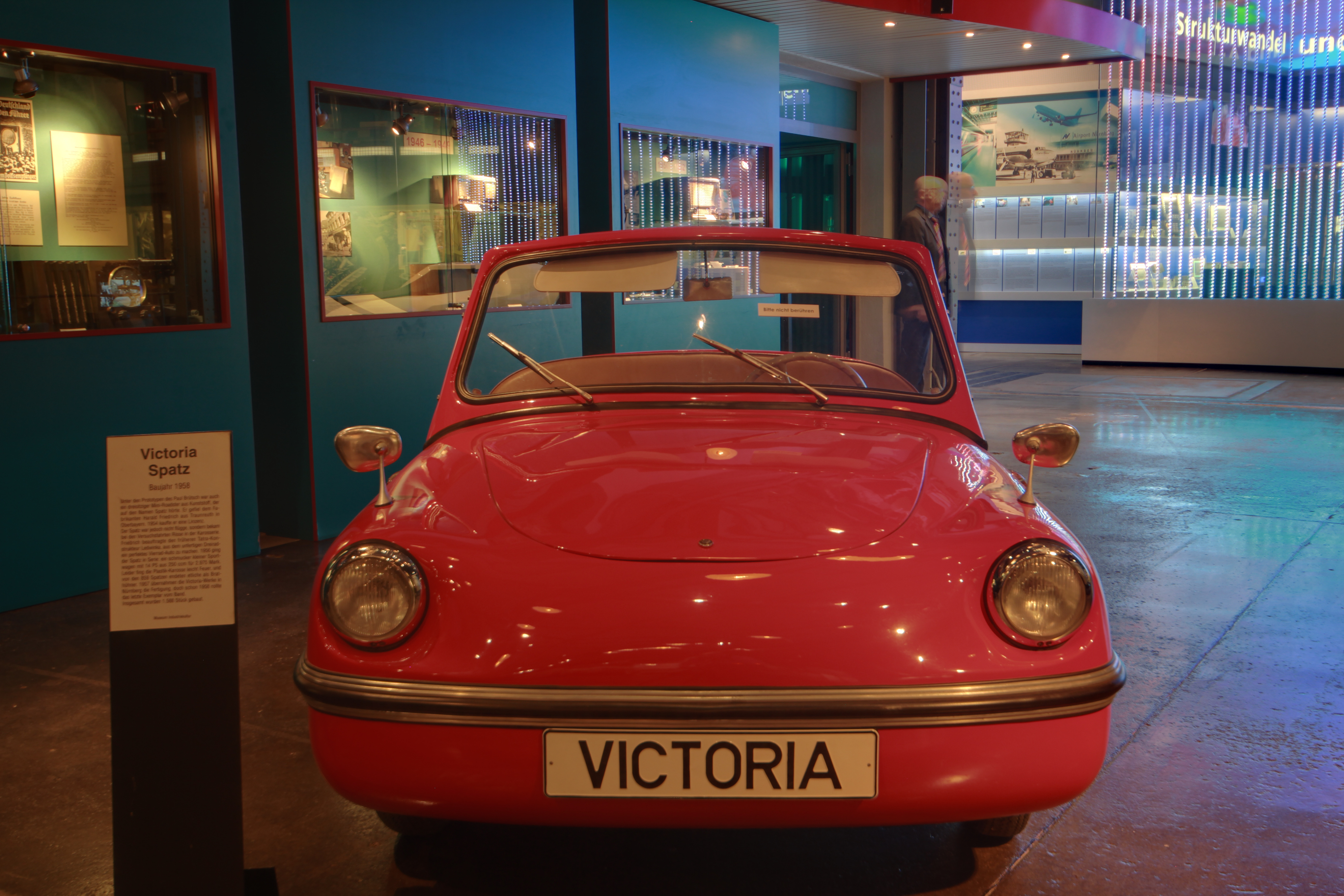
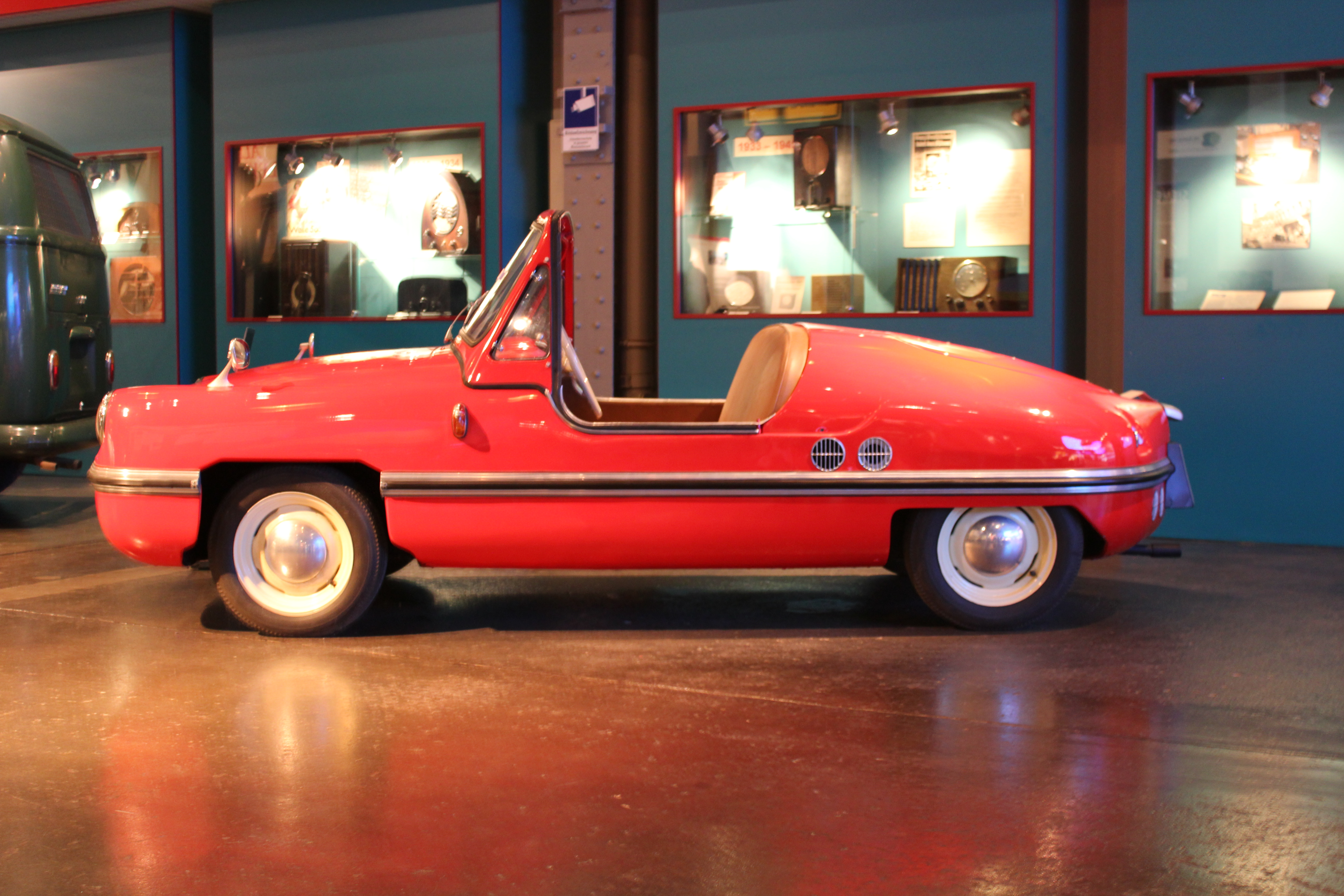
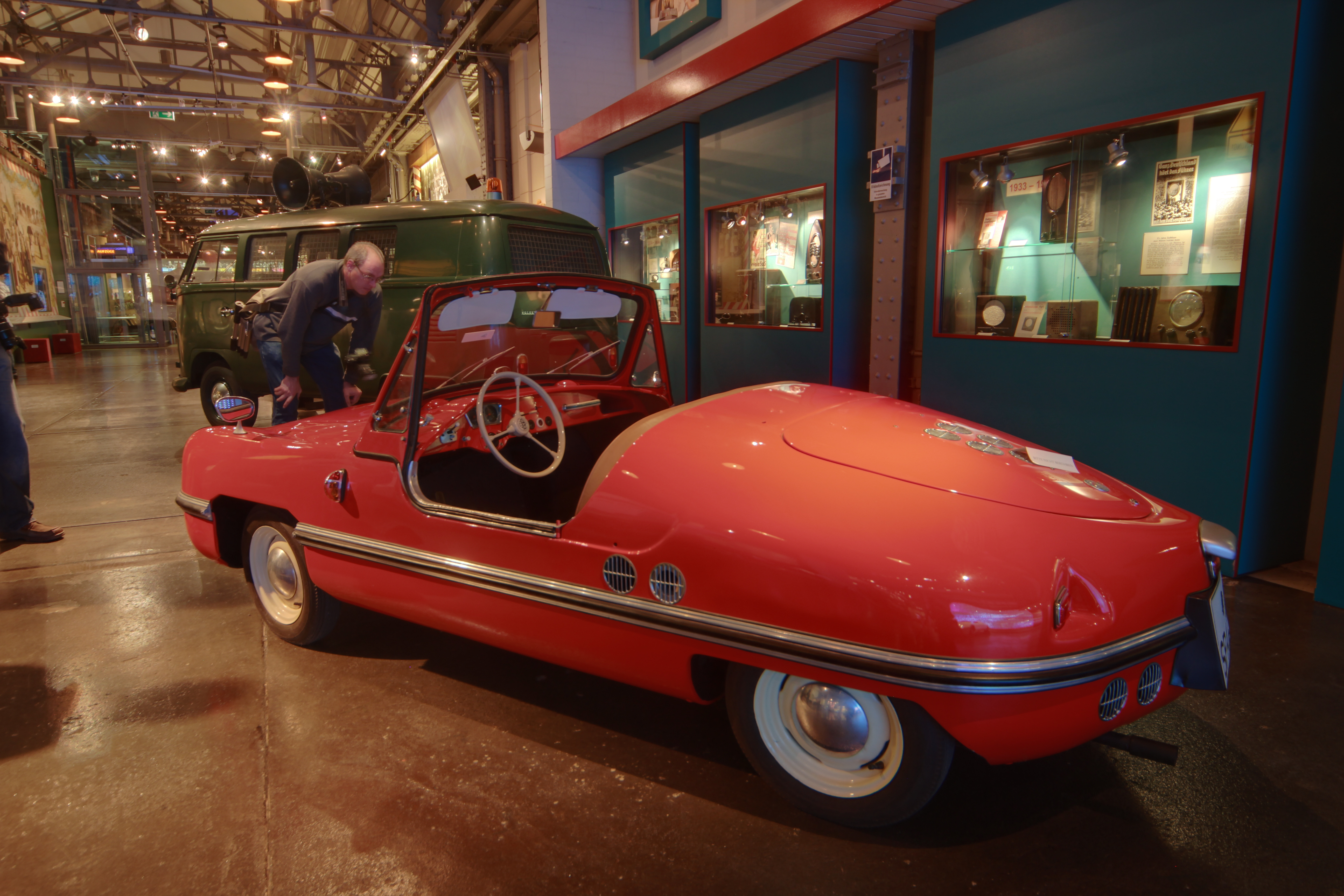
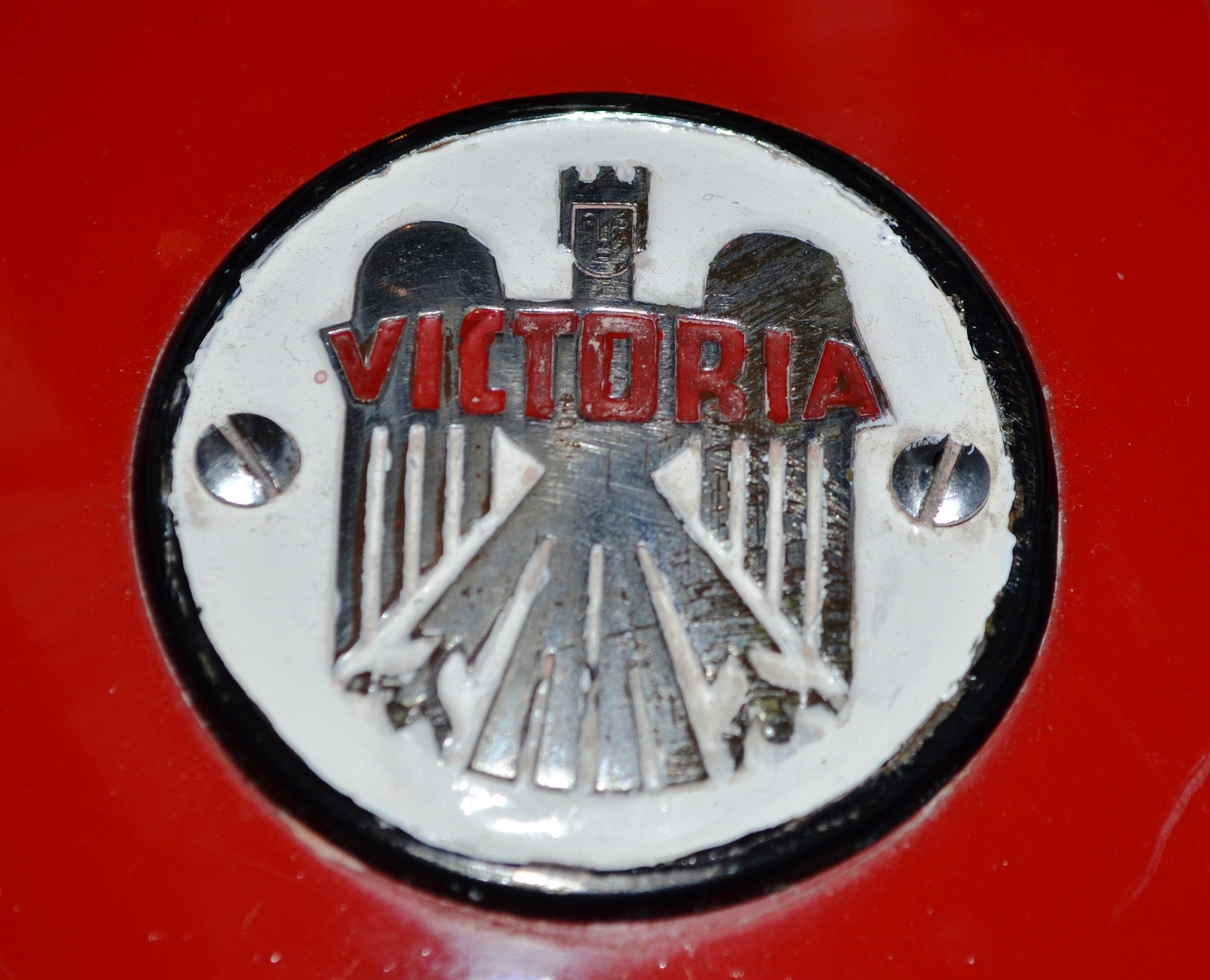